# Stachys coccinea
Stachys coccinea (betónica de Tejas) es una especie de la familia Lamiaceae que es apreciada como planta ornamental. Se distribuye en la mayor parte de Norteamérica, desde Texas y Arizona hasta Centroamérica.

## Taxonomía
Stachys coccinea fue descrita por Casimiro Gómez Ortega y publicado en Novarum, aut Rariorum Plantarum Horti Reg. Botan. Matrit. Descriptionum Decades 20. 1797.
Etimología
Stachys: nombre genérico que deriva del Latín Stachys, -yos, que procede del Griego στάχνς, "espiga", en particular la de trigo, por la apariencia de las inflorescencias. Usado por Plinio el Viejo (24, lxxxvi, 136) para una planta no identificada, quizás del género Stachys. Curiosamente, la describe como parecida al puerro (Allium ampeloprasum var. porrum), pero de hojas más largas y numerosas y de flores amarillas ("Ea quoque, quae stachys vocatur, porri similitudinem habet, longioribus foliis pluribusque et odoris iucundi colorisque in luteum inclinati.").
coccinea: epíteto compuesto del Latín que significa "de color escarlata".
Sinonimia
- Stachys coccinea Jacq., Pl. Hort. Schoenbr. 3: 18 (1798), nom. illeg.
- Stachys cardinalis Kunze, Bot. Zeitung (Berlín) 2: 645 (1844).
- Stachys oaxacana Fernald, Proc. Amer. Acad. Arts 35: 564 (1900).
- Stachys limitanea A.Nelson, Amer. J. Bot. 25: 115 (1938).[3]